# Literaturjahr 1970
Liste der Literaturjahre

◄ | 1966 | Literaturjahr 1970 | 1971 | 1972 | 1973 | 1974 | ► | ►►

Weitere Ereignisse

## Neuerscheinungen

### Romane, Erzählungen
- Alles für die Galerie – Gabriele Wohmann
- Alpenballade – Wassil Bykau
- Am Strand – Cesare Pavese
- Die Angst des Tormanns beim Elfmeter – Peter Handke
- Are You There God? It’s Me, Margaret. (OA) – Judy Blume
- Berge des Wahnsinns (zusammen mit Der Flüsterer im Dunkeln) – H. P. Lovecraft
- The Birds on the Trees (OA) – Nina Bawden
- Birne fliegt zum Mars / Birne in der Kleiderfabrik – Günter Herburger
- The Blessing Way (OA) – Tony Hillerman
- The Bluest Eye (OA) – Toni Morrison
- Das Buch der lächerlichen Liebe (OA) – Milan Kundera
- Daddy’s Girl (OA) – Thomas Savage
- Deliverance (OA) – James Dickey
- Ernste Absicht – Gabriele Wohmann
- Fantastic Mr Fox (OA) – Roald Dahl
- Der Fluch des Rubins – Robert Arthur
- Die Flucht des Herrn Monde – Georges Simenon
- Geh’ nicht zu Fuß durch stille Straßen – Ray Bradbury
- Die Geliebte des französischen Leutnants – John Fowles
- Die Grabgewölbe von Yoh-Vombis – Clark Ashton Smith
- Das Gras – Claude Simon
- Graveyard Shift (OA) – Stephen King
- The Guardians (OA) – John Christopher
- Herbst im Mumintal (OA) – Tove Jansson
- Der Herr der Ringe (Band 2 + 3) – J. R. R. Tolkien
- Hundert Jahre Einsamkeit – Gabriel García Márquez
- Islands in the Stream (OA) – Ernest Hemingway (postum)
- Jahrestage (Bd. 1) – Uwe Johnson
- Das Kalkwerk – Thomas Bernhard
- Karneval der Alligatoren – J. G. Ballard
- Der kleine schwarze Fisch – Samad Behrangi
- Das Klippergespenst – Martin Selber
- Kolme katku vahel (OA, Bd. 1; „Das Leben des Balthasar Rüssow“) – Jaan Kross
- Lauter reizende alte Damen – Agatha Christie
- Lexikon-Roman – Andreas Okopenko
- Liebe am Don – Heinz G. Konsalik
- „Maigret“-Romane von Georges Simenon:
  - Maigret und der Mörder + Maigret und sein Jugendfreund + Maigret zögert (Sammelband, dt.)
  - La Folle de Maigret (OA)
- Der Mann auf dem Balkon – Maj Sjöwall und Per Wahlöö
- Der Mann, der die Züge vorbeifahren sah – Georges Simenon
- Merkwürdiges aus dem Frankweiler-Geheimarchiv – E. L. Konigsburg
- Michel bringt die Welt in Ordnung – Astrid Lindgren
- Nine Princes in Amber (OA) – Roger Zelazny
- Our Friends from Frolix 8 (OA) – Philip K. Dick
- Passenger to Frankfurt (OA) – Agatha Christie
- Play It as It Lays (OA) – Joan Didion
- Portnoys Beschwerden – Philip Roth
- Requiem für Geleitzug PQ 17 (OA, 1. Version) – Walentin Pikul
- Ringworld (OA) – Larry Niven
- Ripley Under Ground (OA) – Patricia Highsmith
- Schlachthof 5 oder Der Kinderkreuzzug – Kurt Vonnegut
- The Secret of the Crooked Cat (OA) – William Arden
- Der Seemann, der die See verriet – Yukio Mishima
- Die Stunde des Stiers (OA) – Iwan Jefremow
- Der Tempel der Morgendämmerung (OA) – Yukio Mishima
- Der Tiger von Shangri-La – Harry Thürk
- Time and Again (OA) – Jack Finney
- Die Todesmale des Engels (1970 entstanden) – Yukio Mishima
- Und die Großen lässt man laufen (OA) – Maj Sjöwall und Per Wahlöö
- Und Jimmy ging zum Regenbogen – Johannes Mario Simmel
- Die Welt der zwei Monde – Edmund Cooper
- The Year of the Quiet Sun (OA) – Wilson Tucker
- Zettel’s Traum – Arno Schmidt
- Das Zittern des Fälschers – Patricia Highsmith

### Dramen
- Atem – Samuel Beckett (Uraufführung in Oxford am 8. März, nur etwa 35 Sekunden langes Stück)
- Eisenwichser – Heinrich Henkel
- Ein Fest für Boris – Thomas Bernhard
- Die Flucht (dEA) – Michail Bulgakow
- Ein Kinderspiel – Martin Walser
- Mauser (1970 entstanden) – Heiner Müller
- Zufälliger Tod eines Anarchisten – Dario Fo

### Sachliteratur
- Ästhetische Theorie – Theodor W. Adorno (postum)
- Das Elend der kritischen Theorie – Günter Rohrmoser
- L’empire des signes (OA) – Roland Barthes
- Fantastyka i futurologia (OA) – Stanisław Lem (Monografie)
- A History of Islamic Philosophy – Majid Fakhry
- Idéologie et appareils idéologiques d’État (OA) – Louis Althusser
- Kampf um Mozambique – Eduardo Mondlane (postum)
- Macht und Gewalt – Hannah Arendt
- Sexfront – Günter Amendt (Hauptautor)

### Weitere Werke
- Annäherungen. Drogen und Rausch (Essay) – Ernst Jünger
- Anne und Hans kriegen ihre Chance (Comic) – Theo van den Boogaard
- Auf der Waage Gottes (Erlebnisbericht) – Albert Riesterer
- Baukasten zu einer Theorie der Medien (Essay) – Hans Magnus Enzensberger
- fünfter sein und ottos mops (Gedichte) – Ernst Jandl
- In Sachen Adam und Eva (Hörspiel-Adaption) – Rudi Strahl
- Das Labyrinth der Einsamkeit (Essay) – Octavio Paz
- Loriots Tagebuch (Auswahl von Collagen) – Loriot
- Mein allerschönstes Buch vom Backen, Bauen und Flugzeugfliegen (Bilderbuch) – Richard Scarry
- Minihandbuch des Stadtguerilleros (Kampfschrift) – Carlos Marighella
- Moondance (Album) – Van Morrison
- Mr Gumpy’s Outing (Bilderbuch) – John Burningham
- New Morning und Self Portrait (Alben) – Bob Dylan
- Die Ordnung des Diskurses (Vorlesung) – Michel Foucault
- Die Pariser Friedenskonferenz (Bibliografie) – Max Gunzenhäuser
- Salima bor i Kashmir (Fotobuch der Reihe Kinder unserer Erde) – Vera Forsberg (Text) und Anna Riwkin-Brick (Fotografien)
- So ein Struwwelpeter (Bilderbuch) – Hansgeorg Stengel (Text) und Karl Schrader (Zeichnungen)
- Two by Two (Musical) – Richard Rodgers (Musik) und Peter Stone (Buch)
- Die Vogelscheuchen (Ballettlibretto) – Günter Grass

### Verfilmungen
- Der amerikanische Soldat – Drehbuch und Regie: Rainer Werner Fassbinder
- Auch Zwerge haben klein angefangen – Drehbuch und Regie: Werner Herzog
- Baal – Drehbuch und Regie: Volker Schlöndorff, nach dem gleichnamigen Drama von Bertolt Brecht
- Das Birkenwäldchen – Drehbuch und Regie: Andrzej Wajda, nach der gleichnamigen Erzählung von Jarosław Iwaszkiewicz
- The Boys in the Band – Regie: William Friedkin, Drehbuch: Mart Crowley, nach seinem gleichnamigen Theaterstück
- Les Choses de la vie – Regie: Claude Sautet, Drehbuch: Jean-Loup Dabadie, Paul Guimard (nach seinem gleichnamigen Roman) und Claude Sautet
- L’Enfant sauvage – Regie: François Truffaut, nach einem Dokumentarbericht von Jean Itard
- Erste Liebe – Regie: Maximilian Schell, nach der gleichnamigen Novelle von Iwan Turgenew
- Eselshaut – Regie: Jacques Demy, nach dem gleichnamigen Märchen von Charles Perrault
- Der Garten der Finzi Contini – Regie: Vittorio De Sica, nach dem gleichnamigen Roman von Giorgio Bassani
- Le Genou de Claire – Drehbuch und Regie: Éric Rohmer
- Götter der Pest – Drehbuch und Regie: Rainer Werner Fassbinder
- Liebe ist kälter als der Tod – Drehbuch (mit Katrin Schaake) und Regie: Rainer Werner Fassbinder (Kinostart im Januar 1970)
- Stille Tage in Clichy – Regie: Jens Jørgen Thorsen, nach dem gleichnamigen Roman von Henry Miller
- Thomas Bernhard – Drei Tage (Filmporträt) – Regie: Ferry Radax

## Gründungen
- Der auf kunsthistorische Publikationen spezialisierte US-amerikanische Buchverlag Abaris Books wird gegründet.
- Als New Left Books wird der Verlag Verso Books gegründet.
- Der auf zeitgenössische Literatur aus dem Ruhrgebiet spezialisierte Assoverlag wird gegründet.
- Die Hamburger Arbeitsstelle für Exilliteratur wird an der Universität Hamburg gegründet.
- Der bis 2014 bestehende Berliner Karin Kramer Verlag wird gegründet.
- Die heutige Schweizer Peter-Lang-Verlagsgruppe wird als Peter Lang GmbH in Frankfurt am Main gegründet.
- Der Merve Verlag wird in Westberlin gegründet.
- Der spätere Stroemfeld Verlag wird in Frankfurt am Main unter dem Namen Roter Stern gegründet.
- Die wissenschaftliche Taschenbuchreihe Uni-Taschenbücher wird von elf Fachbuchverlagen gegründet; die ersten Titel erscheinen im Frühjahr 1971.
- Die deutsche Schriftstellervereinigung Werkkreis Literatur der Arbeitswelt wird gegründet.

### Erstveranstaltungen
- Die Mainzer Minipressen-Messe wird erstmals veranstaltet.
- Das „Zentrale Poetenseminar“ der FDJ für Jugendliche von 14 bis 26 Jahren findet erstmals in Schwerin statt.

## Erstmals erscheinen …
- Ästhetik & Kommunikation, deutsche Kulturzeitschrift
- BASAR, im Verlag Neues Leben in Berlin bis 1990 erscheinende literarische Buchreihe in der DDR
- buchreport, Fachzeitschrift für den deutschsprachigen Buchhandel (Anfang Januar 2024 eingestellt)
- Charlie Hebdo, französische Satirezeitschrift
- DIE – Delikte Indizien Ermittlungen, bis 2001 (anfangs in der DDR) erscheinende Buchreihe im Taschenbuch-Format für Kriminalromane
- Journal for General Philosophy of Science, englischsprachige wissenschaftstheoretische Zeitschrift
- National Lampoon, US-amerikanisches Satiremagazin
- Sammlung Luchterhand, Taschenbuchreihe des Luchterhand Verlags
- Silberpfeil – Der junge Häuptling, bis 1988 im Bastei Verlag erscheinender Western-Comic
- Subaru, japanische Literaturzeitschrift
- Texte Metzler, bis 1981 erscheinende literaturwissenschaftliche Schriftenreihe des J.B. Metzler Verlags
- Tommy Banco, bis 1975 erscheinende frankobelgische Comicserie
- Trajekt, bis 1990 erscheinende Hauszeitschrift des Hinstorff Verlags in Rostock
- Die drei ???-Titelbild-Illustrationen von Aiga Rasch

## Letztmals erscheinen …
- Epoca, seit 1963 erschienene Monatszeitschrift für kulturelle und politische Themen
- Schriften zur Zeit. Kulturschriftenreihe des Artemis Verlages, seit 1942 erschienene Schriftenreihe des Schweizer Artemis Verlags

## Jahrestage (Auswahl)

### Geboren im Jahr 1970

#### Januar – Februar
- 02. Januar: Christine Kappe, deutsche Schriftstellerin
- 04. Januar: Carl Frode Tiller, norwegischer Schriftsteller
- 13. Januar: Regina Hilber, österreichische Schriftstellerin, Lyrikerin, Essayistin und Herausgeberin
- 16. Januar: Garth Ennis, nordirischer Comicautor
- 16. Januar: Petra Neomillnerová, tschechische Science-Fiction-Schriftstellerin
- 22. Januar: Philipp Blom, deutscher Schriftsteller, Essayist, Journalist und Übersetzer
- 22. Januar: Jörg Matheis, deutscher Schriftsteller († 2023)
- 24. Januar: Lynn Coady, kanadische Schriftstellerin englischer Sprache
- 25. Januar: Stephen Chbosky, US-amerikanischer Roman- und Drehbuchautor
- 28. Januar: Valdur Mikita, estnischer Semiotiker, Schriftsteller und Essayist
- 03. Februar: Uwe Martens, deutscher Lyriker
- 03. Februar: Katja Petrowskaja, ukrainisch-deutsche Literaturwissenschaftlerin, Schriftstellerin und Journalistin
- 04. Februar: Norman Ohler, deutscher Autor
- 06. Februar: Andrij Krasnjaschtschych (Andrej Krasnjaschtschich), ukrainischer russischsprachiger Schriftsteller, Philologe und Herausgeber
- 08. Februar: Kathrin Heinrichs, deutsche Schriftstellerin und Kabarettistin
- 10. Februar: Åsne Seierstad, norwegische Schriftstellerin und Journalistin
- 11. Februar: Reinhard Kleist, deutscher Grafikdesigner, Comicautor und -zeichner
- 15. Februar: Viktor Kalinke, deutscher Lyriker, Prosaautor, Essayist, Übersetzer und Verleger
- 17. Februar: Jana Jürß, deutsche Schriftstellerin
- 17. Februar: Claudia Stockinger, deutsche Literaturwissenschaftlerin
- 18. Februar: Stefano Marelli, Schweizer Schriftsteller und Journalist
- 19. Februar: Stephan Huck, deutscher Museumsleiter, militärhistorischer Autor und Herausgeber († 2024)
- 20. Februar: Bianca Bellová, tschechische Schriftstellerin und Übersetzerin
- 20. Februar: Julia Franck, deutsche Schriftstellerin
- 20. Februar: Katja Oskamp, deutsche Schriftstellerin
- 27. Februar: Jørn Lier Horst, norwegischer Schriftsteller
- 28. Februar: Daniel Handler, US-amerikanischer Schriftsteller (Lemony Snicket)

#### März – April
- 02. März: Agnieszka Graff, polnische Anglistin, Schriftstellerin und Publizistin
- 03. März: Timm Kruse, deutscher Journalist und Buchautor
- 05. März: Simone Meier, Schweizer Journalistin und Schriftstellerin
- 05. März: Christian Neuhuber, österreichischer Germanist und Literaturwissenschaftler
- 05. März: Yuu Watase, japanische Mangaka
- 11. März: Daniela Böhle, deutsche Schriftstellerin
- 12. März: Dave Eggers, US-amerikanischer Schriftsteller und Herausgeber
- 14. März: Pamela Druckerman, amerikanisch-französische Journalistin, Kolumnistin und Sachbuchautorin
- 14. März: Juha Virta, finnischer Pädagoge und Kinderbuch-Autor
- 18. März: Linda Christanty, indonesische Schriftstellerin, Essayistin und Journalistin
- 18. März: Andreas Reckwitz, deutscher Soziologe und Kulturwissenschaftler
- 19. März: Karmele Jaio, baskische Schriftstellerin und Journalistin
- 22. März: Jonny Steinberg, südafrikanischer Autor und Herausgeber
- 22. März: Kalin Terziyski, bulgarischer Schriftsteller
- 23. März: Jan Plamper, deutscher Historiker († 2023)
- 26. März: Martin McDonagh, irischer Dramatiker, Drehbuchautor und Filmregisseur
- 28. März: Jennifer Weiner, US-amerikanische Schriftstellerin
- 31. März: Agnes Hammer, deutsche Schriftstellerin
- 31. März: Linn Skåber, norwegische Schauspielerin, Komikerin und Schriftstellerin
- 01. April: Brad Meltzer, US-amerikanischer Schriftsteller und Comicautor
- 01. April: Valérie Zenatti, französisch-israelische Schriftstellerin und Übersetzerin
- 03. April: Dietmar Dath, deutscher Schriftsteller und Übersetzer
- 03. April: Rafael Spregelburd, argentinischer Dramatiker, Regisseur und Übersetzer
- 04. April: Kitty Crowther, belgische Kinderbuchautorin und -illustratorin
- 04. April: Paavo Matsin, estnischer Schriftsteller
- 09. April: Anatol Stefanowitsch, deutscher Anglist, Sprachwissenschaftler und Autor
- 10. April: Christophe Honoré, französischer Regisseur und Schriftsteller
- 14. April: Michelle McNamara, US-amerikanische „True Crime“-Autorin († 2016)
- 14. April: Faruk Šehić, bosnischer Schriftsteller und Journalist
- 17. April: Petr Borkovec, tschechischer Dichter, Übersetzer und Kulturredakteur
- 17. April: Lars Rensmann, deutscher Politikwissenschaftler
- 18. April: Lena Andersson, schwedische Schriftstellerin und Journalistin
- 19. April: Mariko Kikuta, japanische Kinderbuchautorin und -illustratorin
- 22. April: Carsten Brandau, deutscher Theater- und Hörspielautor
- 22. April: Nicole C. Karafyllis, deutsche (Wissenschafts- und Technik-)Philosophin
- 23. April: James Knapp, US-amerikanischer Science-Fiction-Schriftsteller
- 25. April: Adriana Lisboa, brasilianische Schriftstellerin und Übersetzerin
- 25. April: Jörg Sundermeier, deutscher Journalist, Autor und Verleger
- 26. April: Nicole Rensmann, deutsche Schriftstellerin (phantastische Literatur)
- 28. April: Jurko Prochasko, ukrainischer Essayist, Germanist, Schriftsteller, Übersetzer und Psychoanalytiker
- 29. April: Florian Voß, deutscher Dichter, Schriftsteller, Lektor, Herausgeber, Blogger, Kritiker, Lyrik-Dozent
- 00. April: Edward Carey, britischer Schriftsteller, Dramatiker und Illustrator

#### Mai – Juni
- 03. Mai: Henrik Eberle, deutscher Historiker
- 05. Mai: Mario Schneider, deutscher Filmemacher, Filmkomponist und Autor
- 05. Mai: Imke Sönnichsen, deutsche (Kinderbuch-)Illustratorin und Autorin
- 08. Mai: Petra Schulte, deutsche Mittelalterhistorikerin und Herausgeberin
- 11. Mai: Eva Menasse, österreichische Journalistin und Schriftstellerin
- 12. Mai: Cristina López Barrio, spanische Schriftstellerin und Juristin
- 14. Mai: Andrea Paluch, deutsche Literaturwissenschaftlerin, Schriftstellerin und Übersetzerin
- 15. Mai: Judith Hermann, deutsche Schriftstellerin
- 20. Mai: Dorthe Nors, dänische Schriftstellerin
- 21. Mai: Taylor Sheridan, US-amerikanischer Drehbuchautor, Schauspieler und Regisseur
- 23. Mai: Dorothee Brantz, deutsche Historikerin und Autorin
- 24. Mai: Nika Bertram, deutsche Schriftstellerin
- 26. Mai: Alex Garland, britischer Schriftsteller, Drehbuchautor und Regisseur
- 29. Mai: Hilal Sezgin, türkisch-deutsche Schriftstellerin, Publizistin und Journalistin
- 30. Mai: René Steininger, österreichischer Dichter und Prosaautor
- 31. Mai: Paolo Sorrentino, italienischer Filmregisseur und Schriftsteller
- 02. Juni: AnniKa von Trier, deutsche Autorin und Performancekünstlerin
- 03. Juni: Stefán Máni, isländischer Schriftsteller
- 04. Juni: Kathrin Passig, deutsche Schriftstellerin, Essayistin, Sachbuchautorin, Übersetzerin, Journalistin, Kolumnistin, Bloggerin
- 05. Juni: Zoë Ferraris, US-amerikanische Krimi-Autorin
- 05. Juni: Gayle Forman, US-amerikanische Schriftstellerin
- 06. Juni: Sarah Dessen, US-amerikanische Jugendbuchautorin
- 06. Juni: Benjamin Stein, deutscher Schriftsteller, Journalist und Publizist
- 09. Juni: Michiko Aoyama, japanische Schriftstellerin
- 10. Juni: Gerður Kristný, isländische Schriftstellerin
- 11. Juni: Jane Goldman, britische Autorin
- 11. Juni: Astrid Miglar, österreichische Schriftstellerin
- 12. Juni: Franziska Dannheim, deutsche Sängerin und Autorin
- 15. Juni: Naomi Schenck, deutsche Szenenbildnerin und Autorin
- 17. Juni: Kamel Daoud, algerischer Journalist und Schriftsteller (französisch schreibend)
- 18. Juni: Karin Fellner, deutsche Dichterin, Autorin, Übersetzerin
- 20. Juni: Anni Bürkl, österreichische Schriftstellerin und Publizistin
- 21. Juni: Märten Kross, estnischer Musiker, Fotograf und Schriftsteller
- 22. Juni: Kadri Hinrikus, estnische Journalistin und Kinderbuchautorin
- 22. Juni: Martin Rütter, deutscher Autor, überwieg. zum Thema Hundehaltung
- 25. Juni: Sven Stricker, deutscher Hörspielregisseur und Autor
- 27. Juni: Cecily von Ziegesar, US-amerikanische Schriftstellerin
- 28. Juni: Chris Paja, deutsche Kinderbuchautorin

#### Juli – August
- 02. Juli: Alexandra Hildebrandt, deutsche Publizistin
- 04. Juli: Nora Amin, ägyptische Schriftstellerin, Essayistin und Übersetzerin
- 04. Juli: Synke Köhler, deutsche Lyrikerin und Schriftstellerin
- 05. Juli: Tanja A. Börzel, deutsche Politologin
- 05. Juli: Sara Margrethe Oskal, norwegisch-samische Lyrikerin und Prosaautorin
- 07. Juli: Dunja Arnaszus, deutsche Hörspielautorin
- 07. Juli: Christian Schuldt, deutscher Soziologe und Autor
- 10. Juli: Annette Hug, Schweizer Schriftstellerin
- 12. Juli: Indrek Hargla, estnischer Schriftsteller
- 13. Juli: Thilo Reffert, deutscher Dramatiker, Hörspiel- und Kinderbuchautor
- 15. Juli: İlhan Atasoy, deutsch-türkischer Kabarettist und Autor
- 16. Juli: Jando, deutscher Schriftsteller
- 16. Juli: Tommy Jaud, deutscher Schriftsteller
- 16. Juli: Jess Jochimsen, deutscher Kabarettist und Schriftsteller
- 16. Juli: Véronique Witzigmann, österreichische Unternehmerin und Buchautorin
- 18. Juli: Rigoberto González, US-amerikanischer Schriftsteller, Dichter, Sachbuchautor und Übersetzer
- 19. Juli: Peter Svetina, slowenischer Literaturwissenschaftler, Dichter, Schriftsteller und Übersetzer
- 23. Juli: Thea Dorn, deutsche Schriftstellerin, Dramatikerin und Literaturkritikerin
- 25. Juli: Harold Ian Miltner, schottischer Dichter und Sachbuchautor
- 25. Juli: Moritz von Uslar, deutscher Journalist und Schriftsteller
- 29. Juli: Sebastijan Pregelj, slowenischer Schriftsteller
- 04. August: Nick Santora, US-amerikanischer Schriftsteller und Drehbuchautor
- 05. August: Liina Lukas, estnische Germanistin und Komparatistin
- 11. August: Eduard Freundlinger, österreichischer Schriftsteller
- 17. August: Andrus Kivirähk, estnischer Schriftsteller und Journalist
- 17. August: Heike Omerzu, deutsche ev. Theologin und Autorin
- 18. August: Harald Rosenløw Eeg, norwegischer Schriftsteller
- 18. August: Samar Yazbek, syrische Schriftstellerin, Journalistin und Bürgerrechtsaktivistin
- 19. August: Luc Bürgin, Schweizer Journalist, Publizist und Autor († 2024)
- 21. August: Peter Amsler, deutscher Pädagoge, Publizist und Verleger
- 22. August: Richard Obermayr, österreichischer Schriftsteller
- 23. August: Katrin Engelking, deutsche Kinderbuchillustratorin
- 23. August: Johan Heliot, französischer Schriftsteller
- 23. August: Nikolai Starikow, politisierender russischer Autor
- 24. August: Heiko Werning, deutscher Autor von Sachliteratur und Belletristik
- 25. August: Dominique Ziegler, Schweizer Schriftsteller und Dramatiker
- 26. August: Mark Benecke, deutscher Kriminalbiologe und Autor
- 28. August: Johanna Domokos, mehrsprachige Literatur- und Sprachwissenschaftlerin, Lyrikerin und Übersetzerin
- 28. August: Mian Mian, chinesische Schriftstellerin
- 30. August: Isabel Ashdown, britische Schriftstellerin
- 30. August: Kätlin Kaldmaa, estnische Schriftstellerin, Übersetzerin und Literaturkritikerin
- 00. August: Christian Schüle, deutscher Schriftsteller und Essayist

#### September – Oktober
- 01. September: Sabine Scho, deutsche Lyrikerin
- 02. September: Sybille Hein, deutsche Kinderbuchautorin, Kabarettistin und Illustratorin
- 03. September: Sandra Kegel, deutsche Literaturkritikerin und Kulturredakteurin
- 04. September: Dunja Schnabel, deutsche Illustratorin und Kinderbuchautorin
- 07. September: Maximilian Steinbeis, deutscher Schriftsteller, Journalist, Blogger und Jurist
- 08. September: Kati Hiekkapelto, finnische Schriftstellerin
- 09. September: Christian Klier, deutscher Lehrer und Krimiautor
- 11. September: Taja Kramberger, slowenische historische Anthropologin, Dichterin, Essayistin und Übersetzerin
- 11. September: Paul B. Preciado, spanischer Philosoph und Geschlechterforscher
- 12. September: Jacek Gutorow, polnischer Dichter, Essayist, Literaturhistoriker, Literaturkritiker und Übersetzer
- 14. September: János Térey, ungarischer Lyriker, Schriftsteller, Dramatiker und Übersetzer († 2019)
- 16. September: Nick Sagan, US-amerikanischer Schriftsteller und Drehbuchautor
- 17. September: Christina Lutter, österreichische Historikerin und Kulturwissenschaftlerin
- 17. September: Marko Martin, deutscher Schriftsteller und Publizist
- 17. September: Piero Masztalerz, deutscher Karikaturist
- 19. September: Sabriye Tenberken, deutsche Tibetologin und Autorin
- 21. September: Samantha Power, irisch-amerikanische Autorin und Diplomatin
- 22. September: Ulf Brunnbauer, österreichischer Historiker und Autor
- 22. September: David J. Schwartz, US-amerikanischer Autor von Science-Fiction und Fantasy
- 23. September: Pierre Grimbert, französischer Fantasy-Autor
- 24. September: Vanessa Taylor, US-amerikanische Drehbuchautorin
- 25. September: David Benioff, US-amerikanischer Schriftsteller
- 25. September: Tiia Strandén, finnlandschwedische Literaturvermittlerin
- 27. September: Pedro Mairal, argentinischer Schriftsteller
- 27. September: Nathalie Mälzer-Semlinger, deutsche Literaturwissenschaftlerin und Übersetzerin
- 28. September: Hadar Galron, israelische Dramatikerin, Theaterregisseurin und Schauspielerin
- 02. Oktober: Martin Poltrum, österreichischer Philosoph, Psychotherapeut und Essayist
- 08. Oktober: Andrej Holm, deutscher Stadtsoziologe und Autor
- 12. Oktober: Kai Agthe, deutscher Schriftsteller und Literaturkritiker
- 12. Oktober: Sven Nagel, deutscher Regisseur und Autor
- 15. Oktober: Tanja Paar, österreichische Journalistin und Schriftstellerin
- 15. Oktober: Biljana Srbljanović, serbische Dramatikerin
- 16. Oktober: Lisa Spalt, österreichische Schriftstellerin
- 17. Oktober: Jörn van Hall, deutscher Schriftsteller und Lyriker
- 20. Oktober: Anna Katharina Hahn, deutsche Schriftstellerin
- 20. Oktober: Aapo Ilves, estnischer Schriftsteller, Lyriker, Essayist, …
- 21. Oktober: Birgit Lengers, deutsche Theaterwissenschaftlerin, Theaterleiterin, Dramaturgin und Autorin
- 25. Oktober: Micha Krämer, deutscher Schriftsteller
- 25. Oktober: Georg Mein, deutscher Literaturwissenschaftler, Autor und Herausgeber
- 27. Oktober: Jonathan Stroud, britischer Schriftsteller
- 28. Oktober: Ayad Akhtar, US-amerikanischer Schriftsteller und Dramatiker
- 28. Oktober: Stephan Knösel, deutscher Jugend- und Drehbuchautor

#### November – Dezember
- 01. November: Caprice Crane, US-amerikanische Schriftstellerin und Drehbuchautorin
- 06. November: Ethan Hawke, US-amerikanischer Schauspieler und Schriftsteller
- 07. November: Chris Adrian, US-amerikanischer Kinderarzt und Autor
- 08. November: Péter Zilahy, ungarischer Dichter und Schriftsteller
- 09. November: Jochen Schmidt, deutscher Schriftsteller und Übersetzer
- 11. November: Bill Konigsberg, US-amerikanischer Schriftsteller
- 13. November: Charlotte Martinz-Turek, österreichische Kulturhistorikerin und Autorin († 2009)
- 15. November: Enrico Ianniello, italienischer Schauspieler, Schriftsteller und Übersetzer
- 21. November: Ralf Meyer, deutscher Dramaturg und Schriftsteller
- 22. November: Christian Dickinger, österreichischer Politologe, Geschichtsforscher und Autor († 2021)
- 24. November: Marlon James, jamaikanischer Schriftsteller
- 25. November: Izabela Kuna, polnische Schauspielerin und Schriftstellerin
- 27. November: Han Kang, südkoreanische Schriftstellerin
- 28. November: Richard Osman, britischer Fernsehmoderator und Autor
- 30. November: Tayari Jones, US-amerikanische Schriftstellerin
- 30. November: Jan Paul Schutten, niederländischer Schriftsteller und Kindersachbuchautor
- 00. November: Andrew Sean Greer, US-amerikanischer Schriftsteller
- 01. Dezember: Sarah Silverman, US-amerikanische Komikerin, Schauspielerin und Autorin
- 03. Dezember: Erna Holleis, österreichische Lyrikerin und Prosaautorin († 2006)
- 06. Dezember: Joumana Haddad, libanesische Dichterin, Schriftstellerin und Übersetzerin
- 08. Dezember: Karin Johannesson, schwedische Theologin und Autorin
- 09. Dezember: Anna Gavalda, französische Schriftstellerin und Journalistin
- 09. Dezember: Kevin Hearne, US-amerikanischer Fantasy-Schriftsteller
- 11. Dezember: Wendy Guerra, kubanische Dichterin und Schriftstellerin
- 13. Dezember: Silke Liria Blumbach, deutsche Dichterin, Schriftstellerin und Übersetzerin, überwiegend albanisch schreibend († 2020)
- 15. Dezember: Oleksandr Bojtschenko, ukrainischer Schriftsteller, Essayist, Übersetzer, Literaturkritiker und Kolumnist
- 16. Dezember: Farzana Doctor, kanadische Schriftstellerin
- 20. Dezember: Oliver Pötzsch, deutscher Schriftsteller und Filmautor
- 21. Dezember: Christoph Niemann, deutscher Illustrator und Autor
- 24. Dezember: Adam Haslett, US-amerikanischer Schriftsteller
- 24. Dezember: Katharine Sarikakis, griechische Kommunikations- und Medienwissenschaftlerin
- 26. Dezember: Joachim Geil, deutscher Schriftsteller und Essayist
- 28. Dezember: Anouk Ricard, französische Comicautorin, Illustratorin und Animatorin
- 31. Dezember: Eleonora Hummel, deutsche Schriftstellerin

#### Genaues Datum unbekannt
- Michele Abbate, italienischer Altphilologe und Philosophiehistoriker
- Raja Alem, saudi-arabische Schriftstellerin
- Caroline Arni, Schweizer Historikerin und Soziologin
- Anita Augustin, österreichische Dramaturgin und Schriftstellerin
- Shalom Auslander, US-amerikanischer Autor und Essayist
- Esmahan Aykol, türkisch-deutsche Journalistin und Krimi-Autorin
- Daniel Bax, deutsch-niederländischer Journalist, Publizist und Sachbuchautor
- Josh Bazell, US-amerikanischer Krimi-Autor
- Claus Bernet, deutscher Historiker, Autor und Herausgeber
- Vincent Blok, niederländischer Philosoph
- Eva Bonné, deutsche Übersetzerin aus dem Englischen
- Andreas Borcholte, deutscher Kulturredakteur
- Katja Brandis, deutsche Schriftstellerin
- Michael A. Burstein, US-amerikanischer Science-Fiction-Schriftsteller
- Rebecca Casati, deutsche Journalistin und Autorin
- Marvin Chlada, deutscher Sozial- und Kulturwissenschaftler, Schriftsteller und Essayist
- Armin Chodzinski, deutscher Aktionskünstler und Autor
- Thomas Conner, US-amerikanischer Journalist und Autor
- Gunnar Cynybulk, deutscher Verleger und Schriftsteller
- Liam D’Arcy Brown, britischer Sinologe und Autor
- Matthias Debureaux, französischer Journalist und Buchautor
- Matthias Deuschle, deutscher ev. Theologe und Kirchenhistoriker
- Roman Deutinger, deutscher Mittelalterhistoriker
- Paul Divjak, österreichischer Autor und (Medien-)Künstler
- Nathan Englander, US-amerikanischer Schriftsteller
- FALKNER, österreichische Schriftstellerin, Hörspielautorin, -regisseurin und Performancekünstlerin
- Gerd Fischer, deutscher Autor von Kriminalromanen
- Claudia Gabler, deutsche Dichterin und Hörspielautorin
- Jörn Glasenapp, deutscher Kultur- und Medienwissenschaftler
- Nils Goldschmidt, deutscher Ökonom und Autor
- Cem Gülay, (türkisch-)deutscher Autor
- Corinna Harder, deutsche Autorin, insbes. von Kinder- und Jugendliteratur
- Petra Hartmann, deutsche Schriftstellerin (phantastische Literatur)
- Alexander Hartung, deutscher (Krimi-)Schriftsteller
- Torsten Haß, deutscher Bibliothekar und Schriftsteller
- Clemens Heni, deutscher Politologe, Autor, Publizist, Herausgeber
- Yuri Herrera, mexikanischer Schriftsteller
- Rafael Horzon, deutscher Autor (evtl. * 1968)
- Henrike Jütting, deutsche Schriftstellerin
- Matto Kämpf, Schweizer Schriftsteller sowie Film- und Theaterschaffender
- Ben Kane, irischer Schriftsteller
- Till Kaposty-Bliss, deutscher Grafiker, Buchgestalter und Verleger
- Kim Dong-sung, südkoreanischer Bilderbuch-Illustrator
- Kim Sun-woo, südkoreanische Schriftstellerin und Lyrikerin
- Kim Yeon-su, südkoreanischer Schriftsteller, Dichter und Essayist
- Barbara Kirchner, deutsche Schriftstellerin und Essayistin
- Gerald Knaus, österreichischer Politologe und Autor
- Elke Koch, deutsche Germanistin und Literaturwissenschaftlerin
- Leonhard Koppelmann, deutscher Hörspiel- und Theaterregisseur sowie Hörspiel- und Featureautor
- Verena von Koskull, deutsche Übersetzerin aus dem Italienischen und Englischen
- Andreas Kossert, deutscher Historiker
- Anke Kuhl, deutsche Illustratorin und Autorin von Kinderbüchern
- Patrick Kupper, Schweizer Wirtschafts-, Sozial- und Umwelthistoriker
- Mascha Kurtz, deutsche Schriftstellerin, Dramatikerin und Librettistin
- Amara Lakhous, algerischer Journalist und Schriftsteller
- Rachida Lamrabet, belgische Juristin und Schriftstellerin marokkanischer Herkunft
- Jean Sebastian Lecocq, niederländischer Historiker und Afrikanist
- Helen Macdonald, britische Autorin und Essayistin, Vertreterin des New Nature Writing
- Giuseppe Maio, italienischer Autor und Regisseur deutschsprachiger Hörspiele und Radio-Features
- Beate Maly, österreichische Schriftstellerin
- Sascha Mamczak, deutscher Autor, Lektor, Herausgeber und Literaturkritiker
- Christoph Marzi, deutscher Schriftsteller
- Michael Mastrototaro, österreichischer Medienkünstler, auch Autor
- Hisham Matar, libyscher Schriftsteller (englisch schreibend)
- Lina Meruane, chilenische Schriftstellerin, Essayistin und Verlegerin
- Christopher Mlalazi, simbabwischer Schriftsteller
- Maren Möhring, deutsche Historikerin und Kulturwissenschaftlerin
- Sue Mongredien, britische Schriftstellerin
- Moon Taejun, südkoreanischer Lyriker
- Neel Mukherjee, indischer Schriftsteller (englisch schreibend)
- Jan-Werner Müller, deutscher Politologe und Historiker (Politische Theorie und Ideengeschichte)
- Patrice Nganang, kamerunischer Schriftsteller, Dichter, Essayist und Literaturwissenschaftler
- Margareth Obexer, deutsch-italienische Schriftstellerin, Dramatikerin, Essayistin, Hörspielautorin und Übersetzerin
- Sebastian Orlac, deutscher Regisseur und Autor
- Philipp Osten, deutscher Medizinhistoriker und -ethiker
- Olivette Otele, kamerunisch-britische Historikerin
- Emily Perkins, neuseeländische Schriftstellerin
- Carolin Pienkos, deutsch-österreichische Theaterregisseurin
- Roman Pliske, deutscher Verleger
- Wolfgang Popp, österreichischer Schriftsteller und Journalist
- Heinz Praßl, österreichischer Schriftsteller
- Tim Pröse, deutscher Journalist und biograf. Buchautor
- Dagmar Pruin, deutsche ev. Theologin, Autorin und Herausgeberin
- Julia Quinn (Pseud.), US-amerikanische Schriftstellerin
- Thomas Raab, österreichischer Schriftsteller und Musiker
- Julya Rabinowich, österreichische Schriftstellerin, Dramatikerin, Kolumnistin, …
- Jens Raschke, deutscher Kindertheatermacher, Dramatiker und Autor
- Kate Raworth, britische Ökonomin
- Jonathan Robijn, belgischer Schriftsteller
- Luis Ruby, deutscher literarischer Übersetzer, vorrangig aus romanischen Sprachen
- Thomas Sautner, österreichischer Schriftsteller und Essayist
- Hans Bernhard Schmid, Schweizer Philosoph und Soziologe
- Christian Schoen, deutscher Kunstwissenschaftler, Kurator und Autor
- Christoph Schubert, deutscher Altphilologe
- Maik T. Schurkus, deutscher Schriftsteller
- Dirk Seliger, deutscher Schriftsteller in verschiedenen literarischen Genres
- Eva Sichelschmidt, deutsche Schriftstellerin
- Michał Sobol, polnischer Dichter
- Tanja Stelzer, deutsche Journalistin und Buchautorin
- Ulrike Sterblich, deutsche Schriftstellerin, Essayistin und Moderatorin
- Susanne Strätling, deutsche Slawistin und Literaturwissenschaftlerin
- Anne Sudrow, deutsche Historikerin
- Judith W. Taschler, österreichische Schriftstellerin
- Gonçalo M. Tavares, portugiesischer Schriftsteller, Dramatiker, Lyriker und Essayist
- Verena Themsen, deutsche Schriftstellerin
- Philipp Tingler, deutsch-schweizerischer Schriftsteller, Essayist und Literaturkritiker
- Menekşe Toprak, auf Türkisch schreibende Autorin und Übersetzerin ins Türkische
- Sofia Torvalds, finnlandschwedische Schriftstellerin und Journalistin
- Gabriela Ruivo Trindade, portugiesische Schriftstellerin und Psychologin
- Francesca Trivellato, italienische Historikerin und Autorin
- Kia Vahland, deutsche Kunsthistorikerin, Biografin und Essayistin
- Dennis Vlaminck, deutscher Schriftsteller und Journalist
- Sonya Winterberg, finnlandschwedische Journalistin, Autorin und Biografin (deutsch schreibend)
- Hannes Wirlinger, österreichischer Drehbuch- und Jugendbuchautor
- Alissa York, kanadische Schriftstellerin englischer Sprache
- Felicia Zeller, deutsche Schriftstellerin und Dramatikerin

### Gestorben im Jahr 1970

#### Januar – März
- 01. Januar: Freder van Holk, deutscher Autor
- 03. Januar: Raúl Aparicio, kubanischer Journalist und Schriftsteller
- 04. Januar: Jürgen Dennert, deutscher Politologe und Autor
- 04. Januar: Oleksa Stefanowytsch, ukrainischer Dichter und Literaturkritiker
- 05. Januar: Max Born, deutsch-britischer Physiker und Autor
- 07. Januar: Fritz Heinemann, deutscher Philosoph
- 08. Januar: Helene Scheu-Riesz, österreichische Lyrikerin, Erzählerin, Essayistin, Kinderbuchautorin, Übersetzerin, Verlegerin, …
- 09. Januar: Mieczysław Grydzewski, polnischer Journalist, Kolumnist, Theater- und Literaturkritiker
- 09. Januar: Karl Unselt, deutscher Schriftsteller
- 10. Januar: Charles Olson, US-amerikanischer Dichter und Essayist, Verfasser der „Maya-Briefe“
- 14. Januar: Werner Wilk, deutscher Schriftsteller, Lektor und Redakteur
- 15. Januar: Louis Fischer, US-amerikanischer Journalist und Buchautor
- 15. Januar: Lea Goldberg, israelische Schriftstellerin, Lyrikerin und Übersetzerin
- 15. Januar: Tomisawa Uio, japanischer Schriftsteller und Übersetzer
- 19. Januar: Hamza Humo, jugoslawischer Schriftsteller und Herausgeber
- 19. Januar: Albert Mähl, deutscher Schriftsteller hoch- und niederdeutscher Sprache
- 23. Januar: Horst Jablonowski, deutscher Historiker
- 29. Januar: Basil Liddell Hart, britischer Militärhistoriker

- 01. Februar: Ernst Waldinger, österreichisch-amerikanischer Lyriker und Essayist
- 02. Februar: Bertrand Russell, britischer Mathematiker und Philosoph
- 03. Februar: Edwin Carlile Litsey, US-amerikanischer Dichter und Schriftsteller
- 04. Februar: Louise Bogan, US-amerikanische Dichterin und Literaturkritikerin
- 05. Februar: Eduard Fraenkel, deutsch-britischer Altphilologe
- 09. Februar: Benno Reifenberg, deutscher Journalist, Schriftsteller und Publizist
- 11. Februar: H. M. Bateman, britischer Karikaturist und Cartoonist
- 12. Februar: Guy Endore, US-amerikanischer Schriftsteller
- 12. Februar: Karl Raddatz, deutscher Redakteur, Politiker und Autor
- 13. Februar: Hans-Jürgen Krahl, deutscher Studentenaktivist und Autor
- 15. Februar: Gertrud Busch, deutsche Schriftstellerin
- 17. Februar: Samuel Agnon, hebräischer Schriftsteller
- 17. Februar: Friedrich Bassenge, deutscher Rechtsphilosoph, Herausgeber, Übersetzer, Verlagslektor und Autor
- 17. Februar: Andrij Malyschko, ukrainisch-sowjetischer Dichter, Übersetzer, Literaturkritiker und Publizist
- 20. Februar: Johannes Pfeiffer, deutscher Literaturwissenschaftler und Essayist
- 21. Februar: Richard May, deutsch-amerikanischer Journalist sowie Schriftsteller, Lyriker und Dramatiker (auf Deutsch publizierend)
- 21. Februar: Johannes Semper, estnisch-sowjetischer Schriftsteller und Übersetzer
- 22. Februar: Hermine Cloeter, österreichische Schriftstellerin
- 22. Februar: Kurt Saucke, deutscher Buchhändler und Verleger
- 23. Februar: Paul Gottschalk, deutschamerikanischer Buchantiquar und Autor
- 25. Februar: Siegfried Lang, Schweizer Philologe, Dichter und Übersetzer
- 27. Februar: Michael Lewis, britischer Schriftsteller und Marinehistoriker

- 01. März: Joseph Schechtman, russischstämmiger Sozialwissenschaftler und Autor
- 02. März: Joseph Vialatoux, französischer Philosoph
- 04. März: Rodolfo Moleiro, venezolanischer Lyriker
- 05. März: Pierre-Louis Matthey, Schweizer Dichter und Übersetzer
- 08. März: Paul Mayer, deutscher Lektor, Dichter, Schriftsteller, Biograf und Übersetzer
- 08. März: Johanna Sibelius, deutsche Drehbuch- und Romanautorin
- 11. März: Erle Stanley Gardner, US-amerikanischer Schriftsteller
- 13. März: Sigismund von Radecki, deutscher Schriftsteller, Essayist und Übersetzer
- 15. März: Arthur Adamov, französischer Schriftsteller und Dramatiker
- 15. März: Josef Martin Bauer, deutscher (NS-affiner) Schriftsteller und Hörspielautor
- 15. März: Tarjei Vesaas, norwegischer Schriftsteller und Dichter
- 16. März: Jerzy Szaniawski, polnischer Dramatiker
- 17. März: Jérôme Carcopino, französischer Althistoriker
- 17. März: Fernand Crommelynck, französischsprachiger belgischer Dramatiker
- 20. März: Herbert Grundmann, deutscher Mittelalter- und Religionshistoriker
- 20. März: Erich Neubert, deutscher Buchillustrator
- 21. März: G. E. R. Gedye, britischer Journalist und Buchautor
- 21. März: Marlen Haushofer, österreichische Schriftstellerin
- 21. März: Henri de Ziegler, Schweizer Philologe; Schriftsteller, Dichter, Biograf und Übersetzer
- 22. März: Walter Jockisch, deutscher Opernregisseur und -intendant
- 22. März: Robert Kahn, deutsch-amerikanischer Germanist und Lyriker
- 24. März: Walter Heichen, deutscher Schriftsteller, Übersetzer, Redakteur und Verlagsleiter
- 24. März: Hanns von Krannhals, deutscher Historiker, Autor und Übersetzer
- 28. März: Nathan Alterman, israelischer Dichter, Dramatiker, Übersetzer und Journalist
- 28. März: Margarete Bonnevie, norwegische Autorin und Politikerin
- 29. März: Vera Brittain, britische Schriftstellerin
- 29. März: Anna Louise Strong, US-amerikanische Journalistin und Autorin
- 31. März: Nancy Price, britische Schauspielerin und Autorin

#### April – Juni
- 02. April: Friedrich Wencker-Wildberg, deutscher Schriftsteller und Übersetzer
- 04. April: Victor Otto Stomps, deutscher Verleger und Schriftsteller
- 07. April: Auguste Lazar, österreichisch-deutsche Schriftstellerin
- 08. April: Julius Pokorny, Linguist und Keltologe aus Prag
- 09. April: Arnold Hugh Martin Jones, britischer Althistoriker
- 09. April: Gonzague de Reynold, Schweizer Schriftsteller und rechtskonservativer Intellektueller
- 11. April: John O’Hara, US-amerikanischer Schriftsteller
- 11. April: Franz Schoenberner, deutscher Redakteur, Lektor und Schriftsteller
- 17. April: Wilhelm E. Süskind, deutscher Schriftsteller, Übersetzer, Herausgeber und Journalist
- 18. April: Hans Rost, deutscher Journalist und Publizist
- 19. April: Friedrich Burschell, deutscher Schriftsteller und Übersetzer
- 20. April: Josef Beneš, tschechischer Philosoph
- 20. April: Paul Celan, deutschsprachiger Lyriker
- 21. April: Enid Starkie, irische Romanistin, Literaturwissenschaftlerin und Biografin
- 23. April: Hildegard Piscator, deutsche Schriftstellerin
- 25. April: Hans Haidenbauer, österreichischer Arbeiterdichter
- 26. April: John Knittel, Schweizer Schriftsteller und Dramatiker
- 26. April: Gypsy Rose Lee, US-amerikanische Schauspielerin, Tänzerin, Schriftstellerin und Dramatikerin
- 27. April: Ilmari Kianto, finnischer Schriftsteller
- 28. April: Herbert Burgmüller, deutscher Bibliothekar und Schriftsteller
- ≈28. April: Wilhelm Kleeberg, (nieder)deutscher Schriftsteller, Redakteur und Heimatforscher
- 28. April: Leopold Zahn, österreichischer Kunsthistoriker, Schriftsteller und Biograf
- 30. April: Jacques Presser, niederländischer Historiker und Schriftsteller

- 01. Mai: Nan Chauncy, britisch-australische Kinderbuchautorin
- 06. Mai: Tichon Sjomuschkin, sowjetischer Schriftsteller
- 07. Mai: Jack Jones, walisischer Schriftsteller und Dramatiker
- 11. Mai: Julio Torri, mexikanischer Schriftsteller und Essayist
- 12. Mai: Nelly Sachs, deutsch-schwedische Schriftstellerin und Lyrikerin
- 14. Mai: Fritz Perls, deutsch-amerikanischer Psychotherapeut
- 15. Mai: Justin Steinfeld, deutscher Journalist und Schriftsteller
- 16. Mai: Dorothee von Velsen, deutsche Frauenrechtlerin und Schriftstellerin
- 17. Mai: Nigel Balchin, britischer Schriftsteller
- 17. Mai: Heinz Hartmann, österreichisch-amerikanischer Psychoanalytiker und Autor
- 17. Mai: Georges Limbour, französischer Schriftsteller, Dichter und Essayist
- 19. Mai: Tadeusz Breza, polnischer Schriftsteller
- 20. Mai: Hermann Nunberg, US-amerikanischer Psychoanalytiker, Autor und Herausgeber europäischer Herkunft
- 22. Mai: Willa Muir, britische Schriftstellerin, Essayistin und Übersetzerin
- 24. Mai: Frank Dalby Davison, australischer Schriftsteller
- 24. Mai: Gunhild Tegen, schwedische Schriftstellerin und Übersetzerin
- 26. Mai: Ronald Victor Courtenay Bodley, britischer Offizier und Schriftsteller
- 26. Mai: Karl Küpper, deutscher Büttenredner (Köln)
- 26. Mai: Lambert Schneider, deutscher Verleger
- 29. Mai: John Gunther, US-amerikanischer Journalist und Schriftsteller
- 30. Mai: Josef Burger, deutscher Arbeiterdichter und Esperantist
- 31. Mai: Bruno Peyn, niederdeutscher Schriftsteller und Literaturfunktionär in der NS-Zeit

- 02. Juni: Walerija Gerassimowa, sowjetische Schriftstellerin und Literaturkritikerin
- 02. Juni: Orhan Kemal, türkischer Schriftsteller
- 02. Juni: Albert Lamorisse, französischer Filmregisseur und Autor
- 02. Juni: Lucía Sánchez Saornil, spanische Dichterin, Schriftstellerin und Feministin
- 02. Juni: Giuseppe Ungaretti, italienischer Schriftsteller
- 03. Juni: Roberto Longhi, italienischer Kunsthistoriker
- 05. Juni: Josef S. Viera, deutscher Autor, Verfasser von Kolonial- und NS-konformer Literatur
- 05. Juni: Edward Williams, britischer Journalist und Schriftsteller
- 06. Juni: Herberth E. Herlitschka, österreichischer Übersetzer
- 07. Juni: E. M. Forster, britischer Schriftsteller
- 08. Juni: Abraham Maslow, US-amerikanischer Psychologe
- 12. Juni: Anna von Rottauscher, österreichische Sinologin, Autorin und Übersetzerin
- 13. Juni: Oksana Ljaturynska, ukrainische Dichterin und Bildhauerin
- 14. Juni: Roman Ingarden, polnischer Philosoph
- 15. Juni: José Sobral de Almada Negreiros, portugiesischer bildender Künstler und Schriftsteller
- 15. Juni: Robert MacIver, US-amerikanischer Soziologe
- 15. Juni: Hortense Powdermaker, US-amerikanische Anthropologin
- 15. Juni: Gerhard Zschäbitz, deutscher Historiker
- 16. Juni: Elsa Triolet, russisch-französische Schriftstellerin
- 18. Juni: N. P. van Wyk Louw, südafrikanischer Dichter, Schriftsteller und Dramatiker (auf Afrikaans schreibend)
- 21. Juni: Lew Kassil, sowjetischer Kinderbuchautor und Biograf
- 21. Juni: Cecil Roth, britischer Historiker des Judentums
- 23. Juni: István Fekete, ungarischer Schriftsteller
- 24. Juni: Artur Saternus, deutscher Journalist, Autor und Übersetzer
- 25. Juni: Konrad Bielski, polnischer Schriftsteller, Dramatiker und Jurist
- 25. Juni: Henrique Galvão, portugiesischer Offizier; Schriftsteller, Dramatiker und Übersetzer
- 26. Juni: Leopoldo Marechal, argentinischer Schriftsteller
- 27. Juni: Poul F. Joensen, färöischer Dichter und Satiriker
- 27. Juni: Pierre Mac Orlan, französischer Schriftsteller, Dichter und Essayist
- 28. Juni: Erich von Kahler, deutscher Schriftsteller, Kulturphilosoph und Soziologe
- 29. Juni: Stefan Andres, deutscher Schriftsteller

#### Juli – September
- 07. Juli: Allen Lane, britischer Verleger
- 09. Juli: Harald Kaufmann, österreichischer Musikwissenschaftler und Philosoph
- 14. Juli: Hanna Bertholet, deutsche Verlegerin
- 14. Juli: Berit Spong, schwedische Dichterin und Schriftstellerin
- 14. Juli: Adolf Uzarski, deutscher Schriftsteller, Maler und Graphiker
- 14. Juli: Herbert Zand, österreichischer Erzähler, Lyriker, Essayist, Übersetzer, Lektor
- 15. Juli: Max Barth, deutscher Journalist, Dichter und Schriftsteller
- 15. Juli: Eric Berne, kanadisch-US-amerikanischer Psychotherapeut und Autor
- 18. Juli: Harry Kahn, deutscher Schriftsteller, Dramatiker, Kritiker und Übersetzer
- 22. Juli: Fritz Kortner, österreichischer Schauspieler, Theater- und Filmregisseur und Verfasser einiger Theaterstücke
- 26. Juli: Johann Sofer, österreichischer Romanischer Philologe
- 26. Juli: Zeki Velidi Togan, baschkirisch-türkischer Turkologe und Historiker
- 28. Juli: Arthur Masson, belgischer Schriftsteller französischer Sprache
- 29. Juli: Franz Ludwig Neher, deutscher Autor
- 00. Juli: Annemarie Horschitz-Horst, deutsche Übersetzerin

- 05. August: Magdalene Pauli (Pseud. Marga Berck), deutsche Schriftstellerin
- 09. August: Robert Koch, deutscher Autor von Science-Fiction-Literatur
- 10. August: Nikolai Erdman, sowjetischer Dramatiker und Textautor
- 12. August: Lu Märten, deutsche Publizistin und Schriftstellerin
- 12. August: Hilde Roth, deutsche Kinderbuchautorin
- 17. August: Ernst Niefenthaler, alemannischer Mundartdichter
- 18. August: Heinrich Strobel, deutscher Musikwissenschaftler, Biograf und Librettist
- 22. August: Wladimir Propp, sowjetischer Märchen- und Erzählforscher
- 24. August: Rudolf Sirge, estnischer Schriftsteller
- 24. August: Isa Strasser, österreichische Journalistin und Schriftstellerin
- 27. August: Henrikas Radauskas, litauischer Dichter und Schriftsteller
- 28. August: Heinz Klemm, deutscher Journalist, Lektor und Schriftsteller
- 29. August: Frederic Mellinger, deutscher Theaterkritiker und -regisseur

- 01. September: François Mauriac, französischer Schriftsteller
- 01. September: Agnes E. Meyer, US-amerikanische Journalistin, Autorin, Übersetzerin und Mäzenin
- 02. September: Werner Schwidder, deutscher Psychoanalytiker und Autor
- 02. September: Wassyl Suchomlynskyj, ukrainisch-sowjetischer Pädagoge und Schriftsteller
- 04. September: Hans Heitmann, NS-affiner deutscher Schriftsteller
- 08. September: Leo Matthias, deutscher Journalist und Reiseschriftsteller
- 12. September: Christian Zervos, französischer Kunstkritiker, Autor und Verleger
- 14. September: Rudolf Carnap, deutscher Philosoph
- 15. September: Heinrich Ochsner, deutscher Theologe und Philosoph
- 15. September: Jost Trier, deutscher Linguist und Altgermanist
- 17. September: France Bevk, slowenischer Schriftsteller
- 18. September: Karl Dürr, Schweizer Philosoph
- 22. September: Janko Alexy, slowakischer Maler und Schriftsteller
- 22. September: Erich Ebermayer, deutscher Schriftsteller und Dramatiker
- 22. September: Erwin Reiche, deutscher Schriftsteller
- 23. September: Zhao Shuli, chinesischer Schriftsteller
- 24. September: Dora Thaler, österreichische Schriftstellerin, Verfasserin zahlreicher Mädchenbücher
- 25. September: Viktor Kellner, österreichisch-israelischer Übersetzer und Autor
- 25. September: Erich Maria Remarque, deutscher Schriftsteller
- 28. September: John Dos Passos, US-amerikanischer Schriftsteller
- 29. September: Hans Aufricht-Ruda, deutscher Schriftsteller
- 30. September: Inez Haynes Irwin, US-amerikanische Schriftstellerin

#### Oktober – Dezember
- 02. Oktober: Charles Méré, französischer Dramatiker, Drehbuchautor und Librettist
- 04. Oktober: Jella Lepman, deutsche Journalistin und Kinderbuchautorin und -förderin
- 05. Oktober: Hans Krieg, deutscher Ethnologe, Zoologe und Reiseschriftsteller
- 06. Oktober: Julian Przyboś, polnischer Lyriker, Essayist und Übersetzer
- 08. Oktober: Lucien Goldmann, französischer Philosoph, Soziologe und Literaturtheoretiker
- 09. Oktober: Jean Giono, französischer Schriftsteller
- 12. Oktober: Feodor Rojankovsky, russisch-amerikanischer Illustrator und Autor
- 13. Oktober: Arnold Büchli, Schweizer Lehrer, Heimat- und Volkstumsforscher, Dichter, Sagensammler und Herausgeber
- 17. Oktober: Quincy Wright, US-amerikanischer Politikwissenschaftler
- 18. Oktober: Máirtín Ó Cadhain, irischsprachiger irischer Schriftsteller und Literaturkritiker
- 19. Oktober: Unica Zürn, deutsche Schriftstellerin und Zeichnerin
- 24. Oktober: Richard Hofstadter, US-amerikanischer Historiker
- 30. Oktober: Alexandr Hořejší, tschechischer Dichter und Übersetzer
- 31. Oktober: Tama Morita, japanische Essayistin

- 01. November: Robert Staughton Lynd, US-amerikanischer Soziologe
- 02. November: Johannes Urzidil, österreichisch-tschechoslowakischer Schriftsteller
- 03. November: Ludwig Lazarus, deutscher Buchhändler, Antiquar und Schriftsteller
- 03. November: Änne Perl, deutsche Schriftstellerin und Dichterin
- 04. November: Hans Bauer, deutscher Theaterregisseur
- 04. November: Friedrich Kellner, deutscher Autor von Tagebüchern in der Zeit des Nationalsozialismus
- 05. November: Andreas Labba, schwedisch-samischer Schriftsteller
- 06. November: Vilmos Korn, deutscher Schriftsteller
- 08. November: Napoleon Hill, US-amerikanischer Autor
- 12. November: Percy Ernst Schramm, deutscher Historiker und Herausgeber
- 15. November: Arthur Georgi junior, deutscher Verlagsbuchhändler und Buchhandelsfunktionär
- 16. November: Geo Hering, deutscher Journalist und Schriftsteller
- 17. November: Andrejs Upīts, lettisch-sowjetischer Schriftsteller, Kritiker und Literaturwissenschaftler
- 18. November: Richard Feder, tschechischer Rabbiner und Autor
- 19. November: Kurt Frieberger, österreichischer Schriftsteller, Dramatiker und Übersetzer
- 21. November: Anzia Yezierska, US-amerikanische Schriftstellerin
- 25. November: Yukio Mishima, japanischer Schriftsteller und politischer Aktivist
- 26. November: Sigfrid Siwertz, schwedischer Schriftsteller
- 27. November: Siegfried Behn, deutscher Philosoph und Pädagoge
- 28. November: Jan Drda, tschechischer Prosaist und Dramatiker
- 28. November: Fritz von Unruh, deutscher Schriftsteller und Dramatiker

- 04. Dezember: Carl Böckli, Schweizer Karikaturist, Schriftsteller und Publizist
- 07. Dezember: Rube Goldberg, US-amerikanischer Cartoonist
- 12. Dezember: John Paddy Carstairs, britischer Schriftsteller und Filmregisseur
- 16. Dezember: Oscar Lewis, US-amerikanischer Kulturanthropologe bzw. Ethnologe
- 16. Dezember: Pieter van der Meer de Walcheren, niederländischer Dichter und Schriftsteller
- 16. Dezember: Friedrich Pollock, deutscher Soziologe und Ökonom
- 16. Dezember: Charles Edward Smith, US-amerikanischer Jazz-Autor und -Kritiker
- 18. Dezember: Marc Boegner, französischer Theologe und Essayist
- 21. Dezember: Anna Elisabet Weirauch, deutsche Schauspielerin und Schriftstellerin
- 24. Dezember: Sylvanus Griswold Morley, US-amerikanischer Hispanist, Autor, Herausgeber und Übersetzer
- 25. Dezember: Robert Lejeune, Schweizer ev. Geistlicher und Autor
- 28. Dezember: Thilda Harlor, französische Schriftstellerin, Biografin, Kunstkritikerin und feministische Journalistin
- 29. Dezember: Adalbert von Bayern, deutscher Historiker, Autor und Biograf
- 31. Dezember: Michael Balint, ungarisch-britischer Psychoanalytiker und Autor
- 31. Dezember: Cyril Scott, britischer Komponist und Schriftsteller
- 00. Dezember: Katja Weintraub, deutsche Übersetzerin aus dem Polnischen

- im Jahr 1970: Wiktor Saparin, sowjetischer Science-Fiction-Autor

## Literaturpreise 1970

### Deutsche Literaturpreise
- Alex-Wedding-Preis: Kurt David
- Alexander-Zinn-Literaturpreis: Dieter Meichsner
- Andreas-Gryphius-Preis: Kurt Heynicke; Ehrengaben: Barbara König und Dagmar Nick
- Bremer Literaturpreis: Christian Enzensberger für Größerer Versuch über den Schmutz (Annahme des Preises abgelehnt)
- Deutscher Kritikerpreis (Auswahl):
  - Literatur: Jean Améry
  - Theater: Peter Stein
- Eichendorff-Literaturpreis: Hans Lipinsky-Gottersdorf
- Der erste Roman: Wanke nicht, mein Vaterland von Heike Doutiné
- F.-C.-Weiskopf-Preis: Eva Schumann
- Freudenthal-Preis: Ewald Hillermann; Gudrun Münster
- Friedrich-Gerstäcker-Preis: Geheimauftrag von Christopher S. Hagen
- Friedrich-Hebbel-Preis (Auswahl): Albert Mähl
- Georg-Büchner-Preis: Thomas Bernhard
- Georg-Mackensen-Literaturpreis: Ingeborg Drewitz; Eva Zeller
- Gerhart-Hauptmann-Preis: Siegfried Lenz für Zeit der Schuldlosen
- Gerhart-Hauptmann-Förderpreis: Heinrich Henkel für Eisenwichser
- Goethepreis der Stadt Frankfurt am Main: Georg Lukács
- Großer Literaturpreis der Bayerischen Akademie der Schönen Künste: Rudolf Hartung und Hans Paeschke
- Hans-Böttcher-Preis: Ernst-Otto Schlöpke „für sein gesamtes Hörspielschaffen“
- Heinrich-Heine-Preis des Ministeriums für Kultur der DDR: Rolf Recknagel, Manfred Streubel
- Heinrich-Mann-Preis: Fritz Selbmann, Jeanne Stern, Kurt Stern, Martin Viertel
- Hörspielpreis der Kriegsblinden: Paul oder die Zerstörung eines Hörbeispiels von Wolf Wondratschek
- Johann-Heinrich-Merck-Preis: Joachim Kaiser
- Johann-Peter-Hebel-Preis: Marie Luise Kaschnitz
- Lessing-Preis der DDR: Werner Mittenzwei; Armin Stolper
- Lessing-Ring: Siegfried Lenz
- Literaturpreis der deutschen Freimaurer: Siegfried Lenz
- Quickborn-Preis: Wilhelmine Siefkes

### Internationale Literaturpreise
- Adalbert-Stifter-Medaille (Österreich): Jeannie Ebner
- Akutagawa-Preis:
  - 1. Hj.: Pureō eito no yoake von Komao Furuyama und Mumyōjōya von Tomoko Yoshida
  - 2. Hj.: Yōko von Yoshikichi Furui
- Anisfield-Wolf Book Award (Auswahl):
  - Custer Died for Your Sins: An Indian Manifesto von Vine Deloria junior
  - The Negro in Brazilian Society von Florestan Fernandes
- Anni-Swan-Medaille: Oili Tanninen
- Anton-Wildgans-Preis: Peter Marginter
- Astrid-Lindgren-Preis (Schweden): Lennart Hellsing
- Australian Science Fiction Achievement Awards (Auswahl):
  - Best Australian Science Fiction: Dancing Gerontius von Lee Harding
  - Best International Science Fiction: Cosmicomics von Italo Calvino
- Bancroft-Preis (Auswahl): The Creation of the American Republic, 1776–1787 von Gordon S. Wood
- Bialik-Preis: Chajim Hasas
- Bologna Ragazzi Award (Auswahl):
  - Premio Grafico Fiera di Bologna per l’Infanzia: 1, 2, 3 ein Zug zum Zoo von Eric Carle
- Booker Prize: The Elected Member von Bernice Rubens
- Books Abroad International Prize for Literature: Giuseppe Ungaretti
- British Science Fiction Association Award (Roman): The Jagged Orbit von John Brunner
- Caldecott Medal: William Steig für Sylvester and the Magic Pebble
- Carnegie Medal: The God Beneath the Sea von Leon Garfield und Edward Blishen
- Charles-Veillon-Preis:
  - Deutschsprachige Literatur: Wohnungen von Wolfgang Georg Fischer
  - Französischsprachige Literatur: Le Puits de Babel von Paul Zumthor
- Cholmondeley Award: Kamau Brathwaite; Douglas Livingstone; Kathleen Raine
- CNA Literary Award (Afrikaans-Literatur): Lotus von Breyten Breytenbach
- Dagger Awards (Auswahl):
  - Kategorie “Gold Dagger”: Young Man I Think You’re Dying von Joan Fleming
  - Kategorie “Silver Dagger for Fiction”: The Labyrinth Makers von Anthony Price
- Dobloug-Preis: Kåre Holt (Norwegen) und Birgitta Trotzig (Schweden)
- Edgar Allan Poe Awards (Auswahl):
  - Bester Roman: Forfeit von Dick Francis
  - Bester Erstlingsroman: A Time for Predators von Joe Gores
  - Beste Kurzgeschichte: Goodbye, Pops von Joe Gores
  - Grand Master Award: James M. Cain
- Esther Glen Award: Margaret Mahy für A Lion in the Meadow
- Expressens Heffaklump:
  - Tove Jansson für Sent i november
  - Astrid Lindgren für Än lever Emil i Lönneberga
- Franz-Theodor-Csokor-Preis: Wolfgang Bauer
- Frauenliteraturpreis (Japan; Auswahl): Oyuki. Tosa Ichijō-ke no hōkai von Tomie Ōhara
- Geoffrey Faber Memorial Prize: King Log von Geoffrey Hill
- Georg-Brandes-Preis: Litteratursociologiske essays von Sven Møller Kristensen
- Georg-Trakl-Preis für Lyrik: Max Hölzer
- Gran Premio de Honor de la Sociedad Argentina de Escritores: Leónidas Barletta
- Grand Prix C.-F. Ramuz: Philippe Jaccottet
- Grand Prix Gobert (Auswahl): L’Histoire de la Seconde Guerre mondiale von Henri Michel
- Grand Prix littéraire de l’Afrique noire: Kotia-Nima von Boubou Hama
- Grand Prix de Poésie: Jean Follain
- Grand Prix du Roman: La Folle de Lituanie von Bertrand Poirot-Delpech
- Großer Österreichischer Staatspreis für Literatur: Christine Lavant
- Großer Preis für japanische Literatur: Izumo no Okuni von Sawako Ariyoshi
- Großer Preis des Samfundet De Nio (Auswahl): Stig Claesson
- Guardian Children’s Fiction Prize: The Flambards trilogy (1967–1969) von K. M. Peyton
- De Gyldne Laurbær: Leif Panduro
- Hans Christian Andersen Preis: Gianni Rodari (Autor) und Maurice Sendak (Illustrator)
- Hawthornden-Preis: Monk Dawson von Piers Paul Read
- Herder-Preis (Auswahl): Gyula Illyés
- Hertzogprys für Prosa: By fakkelig, ’n Lug vol Helder Wolke und Spiraal von Karel Schoeman
- Hugo Awards:
  - Bester Roman: The Left Hand of Darkness von Ursula K. Le Guin
  - Bester Kurzroman: Ship of Shadows von Fritz Leiber
  - Beste Kurzgeschichte: Time Considered as a Helix of Semi-Precious Stones von Samuel R. Delany
- James Tait Black Memorial Prize:
  - Fiction: Eva Trout von Elizabeth Bowen
  - Biography: Mary, Queen Of Scots von Antonia Fraser
- John W. Campbell Memorial Award for Best Science Fiction Novel: The Year of the Quiet Sun von Wilson Tucker (= 1976 rückwirkend für 1970 ausgezeichnet)
- Kikuchi-Kan-Preis (Auswahl): Jun Etō; Matsumoto Seichō
- Kritikerprisen (Dänemark): Hyrder von Peter Seeberg
- Laura Ingalls Wilder Award: Elwyn Brooks White
- Lewis Carroll Shelf Award (Auswahl): Tomte Tummetott von Astrid Lindgren
- Literaturpreis des Kantons Basel-Landschaft: Paul Jenni für seine Jugendbücher
- Literaturpreis des Nordischen Rates: Anna (jeg) Anna von Klaus Rifbjerg
- Literaturpreis der Stadt Wien: Friedrich Schreyvogl
- Lost Man Booker Prize: Troubles von J. G. Farrell (ausgezeichnet im Jahr 2010)
- Miles Franklin Award: A Horse of Air von Dal Stivens
- Naoki-Preis (Auswahl): Hikari to kage von Jun’ichi Watanabe
- National Book Awards:
  - National Book Award for Fiction: Joyce Carol Oates mit Them
  - National Book Award for Nonfiction:
    - Erik H. Erikson mit Gandhi’s Truth: On the Origins of Militant Nonviolence
    - Lillian Hellman mit An Unfinished Woman: A Memoir
    - T. Harry Williams mit Huey Long

  - National Book Award for Poetry: Elizabeth Bishop mit The Complete Poems
  - National Book Award for Children’s Books: Isaac Bashevis Singer mit A Day of Pleasure: Stories of a Boy Growing up in Warsaw
  - National Book Award for Translated Literature: Ralph Manheim mit Castle to Castle (im Orig. D’un château l’autre) von Louis-Ferdinand Céline
- Nebula Awards:
  - Bester Roman: The Left Hand of Darkness von Ursula K. Le Guin
  - Bester Kurzroman: A Boy and His Dog von Harlan Ellison
  - Beste Erzählung: Time Considered as a Helix of Semi-Precious Stones von Samuel R. Delany
  - Beste Kurzgeschichte: Passengers von Robert Silverberg
  - Die 15 besten SF-Kurzgeschichten vor der Existenz der Nebula Awards (Auswahl): The Nine Billion Names of God von Arthur C. Clarke
- New York Drama Critics’ Circle Award (Best American Play): The Effect of Gamma Rays on Man-in-the-Moon Marigolds von Paul Zindel
- Nils-Holgersson-Plakette: Stig Ericson
- Nobelpreis für Literatur: Alexander Solschenizyn
- Noma-Literaturpreis: Jun Etō und Ken’ichi Yoshida
- Österreichischer Staatspreis für Europäische Literatur: Eugène Ionesco
- Peter-Rosegger-Preis: Wolfgang Bauer
- Poesiepreis der Stadt Amsterdam: Alle vlees is als gras, of Het knekelhuis op de dodenakker von Gerrit Komrij
- Premio Alfaguara de Novela: Todas esas muertes von Carlos Droguett
- Premio Bancarella: Niente e così sia von Oriana Fallaci
- Premio Campiello: L’attore von Mario Soldati
- Premio Casa de las Américas (Auswahl): Rajatabla von Luis Britto García
- Prêmio Jabuti: Lúcia McCartney von Rubem Fonseca
- Premio Nacional de Literatura de Chile: Carlos Droguett
- Premio Planeta: La cruz invertida von Marcos Aguinis
- Prix Claude-Farrère: Pierre Fritsch für Nous cousins d’Allemagne sowie Henri Spade
- Prix des Critiques: Edmond Jabès für Elya (Preis evtl. erst 1972 erhalten)
- Prix des Deux Magots: Joko fête son anniversaire von Roland Topor
- Prix des écrivains vaudois: Henri Perrochon
- Prix Femina: La Crève von François Nourissier
- Prix Goncourt: Le Roi des Aulnes von Michel Tournier
- Prix du Gouverneur général : poésie ou théâtre de langue anglaise (Auswahl): The Collected Works of Billy the Kid von Michael Ondaatje
- Prix Interallié: Les Poneys sauvages von Michel Déon
- Prix Médicis: Sélinonte ou la Chambre impériale von Camille Bourniquel
- Prix Médicis étranger: Saut de la mort von Luigi Malerba
- Prix du Meilleur livre étranger: Trois tristes tigres von Guillermo Cabrera Infante
- Prix mondial Cino Del Duca: Jean Anouilh
- Prix Renaudot: Isabelle ou l’Arrière-saison von Jean Freustié
- Pulitzer-Preise:
  - Belletristik: The Collected Stories von Jean Stafford
  - Theater: No Place To Be Somebody von Charles Gordone
  - Dichtung: Untitled Subjects von Richard Howard
  - Biographie: Huey Long von T. Harry Williams
  - Geschichte: Present at the Creation: My Years in the State Department von Dean Acheson
  - Sachbuch: Gandhi’s Truth von Erik H. Erikson
  - Kritik: Ada Louise Huxtable für ihre Beiträge in The New York Times im Jahr 1969
- Queen’s Gold Medal for Poetry: Roy Fuller
- Riksmålsforbundets litteraturpris: Finn Carling
- Sait-Faik-Literaturpreis: Zeyyat Selimoğlu für Direğin Tepesinde Bir Adam
- Schweizerische Schillerstiftung – Gesamtwerkspreis: Gustave Roud
- Seiun-Preise:
  - Bester japanischer Roman: Reichōrui Minami e von Yasutaka Tsutsui
  - Beste japanische Kurzgeschichte: Full Nelson von Yasutaka Tsutsui
  - Bester fremdsprachiger Roman: The Crystal World von J. G. Ballard
  - Beste fremdsprachige Kurzgeschichte: The Squirrel Cage von Thomas M. Disch
- Shingeki Kishida Gikyokushō: Jūrō Kara für Shōjo kamen
- Somerset Maugham Award: Jane Gaskell für A Sweet, Sweet Summer und Piers Paul Read für Monk Dawson
- Søren-Gyldendal-Preis: Tage Kaarsted
- Staatsprijs voor kinder- en jeugdliteratuur: Miep Diekmann
- Tamura-Toshiko-Preis (Auswahl): Kazuko Saegusa für Jokei ga okonawarete iru
- Tanizaki-Jun’ichirō-Preis: Anshitsu von Junnosuke Yoshiyuki
- Vicky Metcalf Award: Farley Mowat
- Welti-Preis: Rabenspiele von Herbert Meier
- WH Smith Literary Award: The French Lieutenant’s Woman von John Fowles
- William-Dean-Howells-Medaille: The Confessions of Nat Turner von William Styron
- Yellow Kid (Auswahl): Alfredo Castelli; Johnny Hart; Pif Gadget
- Yomiuri-Literaturpreis (Auswahl):
  - Romanliteratur: Gareki no naka von Ken’ichi Yoshida
  - Essays/Reisebeschreibungen: Godai no tami von Ton Satomi

## Verwandte Preise und Ehrungen
- Adolf-Grimme-Preis mit Gold: Tankred Dorst für Rotmord (zusammen mit Peter Zadek und Wilfried Minks)
- Antonio-Feltrinelli-Preis (Auswahl): Eugenio Garin; Giorgio Petrocchi
- Bayerischer Kunstförderpreis: Herbert Rosendorfer
- Buber-Rosenzweig-Medaille: Eva Gabriele Reichmann
- Bürgermedaille der Stadt Stuttgart: Max Horkheimer
- Carl-von-Ossietzky-Medaille: Walter Fabian
- Carl-von-Ossietzky-Medaille (Friedensrat der DDR): Werner Eggerath
- Ćišinski-Preis (Auswahl): 1. Preise: Pawoł Nowotny, Beno Šram; 2. Preis: Józef Nowak
- Conrad-Ferdinand-Meyer-Preis (Auswahl): Gerold Späth
- Eduard von der Heydt-Kulturpreis der Stadt Wuppertal: Robert Wolfgang Schnell
- Ehrenring der Stadt Wien (Auswahl): Rudolf Kalmar junior
- Erich-Weinert-Medaille: Helmut Baierl
- Ernst-Moritz-Arndt-Medaille: Günter Hofé
- Ernst-Reuter-Preis: Horst Mönnich
- Francis Parkman Prize for Special Achievement: Samuel Eliot Morison
- Friedenspreis des Deutschen Buchhandels: Alva Myrdal und Gunnar Myrdal
- George-Sarton-Medaille: Walter Pagel
- Goethe-Medaille (Auswahl): Pierre Bertaux; Max Wehrli
- Goethe-Preis der Stadt Berlin (DDR): Heinz Czechowski, Heinz Kahlau
- Guggenheim-Stipendium (Auswahl): Derk Bodde; Peter Boerner; Jan Harold Brunvand; Guillermo Cabrera Infante; David Cass; George Dangerfield; Robert Darnton; István Deák; Linda Dégh; Ronald Dworkin; Stanley Elkins; Leslie Fiedler; Leonard Gardner; Hugh Davis Graham; Lawrence Gushee; Anna Halprin; Robert Hollander; Robert Katz; Jonathan Kozol; Rosalind Krauss; William Labov; Walter Laqueur; Paul de Man; Harvey Mansfield; José Emilio Pacheco; Tod Papageorge; Fernando del Paso; Carlo Pedretti; Nicholas Rescher; Augusto Roa Bastos; James McConkey Robinson; George Steiner; Eliseo Verón; James Q. Wilson; Hannah Marie Wormington
- Gutenberg-Preis der Stadt Leipzig (Auswahl): Deutsches Buch- und Schriftmuseum Leipzig
- Hegel-Preis: Bruno Snell
- Humboldt-Plakette als Ehrengabe: Otto Heuschele
- Ida-Somazzi-Preis: Jeanne Hersch
- Israel-Preis für Literatur: Leah Goldberg (postum); Abba Kovner
- Johann-Gottlieb-Fichte-Preis: Udo Baumbach (Kollektiv-Preis)
- Johann-Heinrich-Voß-Preis für Übersetzung: Janheinz Jahn
- Johannes-R.-Becher-Medaille in Gold: Ilse Fogarasi Béláné
- Joseph-E.-Drexel-Preis (Auswahl): Kurt Halbritter
- Kate Greenaway Medal: Mr Gumpy’s Outing von John Burningham
- Konrad-Adenauer-Preis der Deutschland-Stiftung (Auswahl): Manfred Hausmann; Winfried Martini
- Konrad-Duden-Preis: Johannes Erben
- Kultureller Ehrenpreis der Landeshauptstadt München: Erich Kästner
- Kulturpreis der Stadt Winterthur: Walter Robert Corti
- Kunstpreis der Stadt Basel: John Friedrich Vuilleumier
- Kunstpreis der Stadt Innsbruck für Dramatische Dichtung: Eva Lubinger
- Kunstpreis der Stadt Leipzig (Auswahl): Werner Heiduczek
- Kunstpreis des Landes Schleswig-Holstein: Günther Lüders
- Lornsen-Kette: Hans Heitmann (NS-affin)
- Mainichi-Kulturpreis (Auswahl):
  - Takeuchi Yoshimi für Chūgoku o shiru tame ni
  - Goichi Matsunaga für Geschichte der Poesiebewegung auf dem Lande (Sonderpreis)
- Martin-Andersen-Nexö-Kunstpreis (Auswahl): Eva Schumann
- Molson Prize (Auswahl): Northrop Frye; Yves Thériault
- Montaigne-Preis: Georges Poulet
- Nationalpreis der DDR II. Klasse für Kunst und Literatur (Auswahl): Peter Edel
- Nationalpreis der DDR III. Klasse für Kunst und Literatur (Auswahl): Helmut Baierl; Günther Deicke; Karl Georg Egel
- Nationalpreis der DDR III. Klasse für Wissenschaft und Technik (Auswahl): Heinz Köhler (als Teil eines Kollektivs)
- Nationalpreis für Wissenschaften und Künste (Mexiko; Sparte „Sprache und Literatur“): Juan Rulfo
- Oberrheinischer Kulturpreis: Karl Pfleger, für sein literarisches Engagement
- Orden des Roten Banners der Arbeit: Anna Seghers
- Padma Bhushan (Auswahl): Buddhadeva Bose; Sombhu Mitra
- Person mit besonderen kulturellen Verdiensten (Japan; Auswahl): Horiguchi Daigaku
- Preis der Japanischen Akademie der Wissenschaften (Auswahl): Susumu Nakanishi
- Preis der Stadt Nürnberg: Gerhard Pfeiffer
- Preis der Stadt Wien für Geisteswissenschaften: Albin Lesky
- Preis der Stadt Wien für Publizistik: Otto Leichter
- Ralph-Waldo-Emerson-Preis: Love and Will von Rollo May
- Robert-Schuman-Preis: Denis de Rougemont
- Schwabinger Kunstpreis (Literatur): Eugen Skasa-Weiß
- Sigmund-Freud-Preis für wissenschaftliche Prosa: Werner Heisenberg
- Sonning-Preis: Max Tau
- Stern der Völkerfreundschaft (Auswahl): Anna Seghers
- Theodor-Körner-Preis (Auswahl): Willi Butollo; Anton Schwob; Walter Wippersberg
- Theodor-Wolff-Preis (Auswahl): Immanuel Birnbaum; Helmut M. Braem; Marie-Luise Scherer; Günter Zehm
- Wilhelm-Bracke-Medaille: Zentralinstitut für Bibliothekswesen
- Wilhelm-Leuschner-Medaille (Auswahl): Karl Gerold